# Klobuky
Klobuky là một làng thuộc huyện Kladno, vùng Středočeský, Cộng hòa Séc.